# Josta Dladla
Josta Dladla (født 13. juli 1979) er en sydafrikansk fodboldspiller, der spiller som midtbanespiller for den sydafrikanske klub Moroka Swallows. Han har også spillet seks kampe for det sydafrikanske landshold. Fra 2002 til 2004 spillede han for AGF.